# Amfiboli
Grupa Amfibolilor cuprinde minerale din grupa silicaților care din punct de vedere structural se prezintă sub formă de lanțuri duble cu grupări SiO4-de legătură tetraedrice având formula chimică generală:
 A0-1B2C5T8O22(OH)2.

În această formulă structurală literele A, B, C și T reprezintă diferite poziționări în structura mineralului, literele fiind înlocuite de cationi:

- A: loc gol, Na+, K+, Ba+, Sr+, Ca+, Li+
- B: Ca2+, Na+, Mg2+, Fe2+, Mn2+, Li+, Sr2+, Ba2+, Mn2+, Fe2+, Co2+, Ni2+, Zn2+, Mg2+, Pb2+, Cu, Zr, Mn3+, Cr3+, V, Fe3+,
- C: Mg2+, Fe2+, Mn2+, Li+, Al3+, Zn2+, Ni2+, Co2+, Ti4+, Fe3+, V, Cr3+, Mn3+, Zr,
- T: Si4+, Al3+, Ti4+

În loc de grupări hidroxilice (OH-) amfibolii au și gruparea F-, Cl-, O2-

Amfibolii sunt o grupă de minerale cu o structură chimică foarte variată, fiind părți componente importante din roci magmatice și roci metamorfice

## Clasificare
Datorită structurii chimice complexe a amfibolilor clasificarea lor a durat mult timp (decenii), ca de exemplu tipurile A, B, C, T, poziția B este subîmpărțit în 5 grupe:
1. Grupa: Mg+Fe+Mn+Li >= 1.5
2. Grupa: Mg+Fe+Mn+Li < 1.5 și Ca+Na >= 1.00 und Na < 0.50
3. Grupa: Mg+Fe+Mn+Li <= 0,50 și Ca+Na >= 1.00 und 0,50 <= Na <= 1,50
4. Grupa: Mg+Fe+Mn+Li <= 0,50 și Na >= 1,50
5. Grupa: 0,50 <= Mg+Fe+Mn+Li <= 1,50 și 0,50 <= Na+Ca <= 1,50

În aceste 5 grupe pentru amfiboli sunt 78 de baze prezente.

### Grupa 1: Magneziu-Fier-Mangan-Litiu-Amphiboli
Sunt prezentele formele monclinice și ortorombice de amfiboli:
- Amphiboli orthorombici :
- Sirul- Anthophyllit:
- NaxLiz(Fe2+, Mg, Mn) 7-y-zAly(Si8-x-y+zAlx+y-z)O22(OH, F, Cl) 2 mit Si > 7,0 und Li < 1,0.
- Anthophyllit Mg7Si8O22(OH)2
- Ferro-Anthophyllit Fe7Si8O22(OH)2
- Natriumanthophyllit NaMg7Si7AlO22(OH)2
- Natrium-Ferro-Anthophyllit NaFe7Si7AlO22(OH)2

Șirul-Gedrit:
- Ferrogedrit Fe5Al2(Si6Al2)O22(OH)2
- Gedrit Mg5Al2(Si6Al2)O22(OH)2
- Natrium-Ferrogedrit NaFe6Al(Si6Al2O22)(OH)2
- Natriumgedrit NaMg6Al(Si6Al2)O22(OH)2

- Șirul-Holmquisit:
- [Li2(Fe2+, Mg)3(Fe3+, Al)2]Si8O22(OH, F, Cl)2 mit Li > 1,0.

- Holmquistit (Li2Mg3Al2)Si8O22(OH)2
- Ferroholmquistit (Li2Fe3Al2)Si8O22(OH)2

Amphiboli Monoklinici
- Șirul-Cummingtonit-Grunerit:

- Formula generală: (Mg, Fe, Mn, Li)7Si8O22(OH)2 mit Li < 1,0.

- Cummingtonit Mg7Si8O22(OH)2
- Grunerit Fe7Si8O22(OH)2
- Manganocummingtonit Mn2Mg5Si8O22(OH)2
- Manganogrunerit Mn2Fe5Si8O22(OH)2
- Permanganogrunerit Mn4Fe3Si8O22(OH)2

- Șirul-Clinoholmquisit:
- Klinoferroholmquistit (Li2Fe3Al2)Si8O22(OH)2
- Klinoholmquistit (Li2Mg3Al2)Si8O22(OH)2
- Ferri-Klinoferroholmquistit (Li2Fe2+3Fe3+2)Si8O22(OH)2
- Ferri-Klinoholmquistit (Li2Mg2+3Fe3+2)Si8O22(OH)2

- Șirul-Pedrizit-Ferropedrizit:
- NaLi2[Li(Fe2+, Mg, Mn)2(Fe3+, Al)2]Si8O22(OH, F, Cl)2

- [Li2(Fe2+, Mg, Mn)3(Fe3+, Al)2]Si8O22(OH, F, Cl)2

- Natrium-Pedrizit: NaLi2(LiMg2+2Fe3+Al)Si8O22(OH)2
- Natrium-Ferropedrizit: NaLi2(LiFe2+2Fe3+Al)Si8O22(OH)2

### Grupa 2: Amfiboli cu Calciu
- Tremolit Ca2Mg5Si8O22(OH)2
- Ferro-Aktinolith Ca2Fe2+5Si8O22(OH)2
- Magnesiohornblende Ca2[Mg4(Al,Fe3+)](Si7Al)O22(OH,F)2
- Ferrohornblende Ca2[Fe2+4(Al,Fe3+)](Si7Al)O22(OH,F)2
- Tschermakit Ca2(Mg3Fe3+Al)(Si6Al2)O22(OH)2
- Ferrotschermakit Ca2(Fe2+3Fe3+Al)(Si6Al2)O22(OH)2
- Aluminotschermakit Ca2(Mg3Al2)(Si6Al2)O22(OH)2
- Alumino-Ferrotschermakit Ca2(Fe2+3Al2)(Si6Al2)O22(OH)2
- Ferritschermakit Ca2(Mg3Fe3+2)(Si6Al2)O22(OH)2
- Ferri-Ferrotschermakit Ca2(Fe2+3Fe3+2)(Si6Al2)O22(OH)2

- Cannilloit CaCa2(Mg4Al)(Si5Al3)O22(OH)2

- Edenit NaCa2Mg5(Si7Al)O22(OH)2
- Ferro-Edenit NaCa2Fe2+5(Si7Al)O22(OH)2
- Pargasit NaCa2Mg4Al(Si6Al2)O22(OH)2
- Ferro-Pargasit NaCa2Fe2+4Al(Si6Al2)O22(OH)2
- Magnesiohastingsit NaCa2Mg4Fe3+(Si6Al2)O22(OH)2
- Hastingsit NaCa2Fe2+4Fe3+(Si6Al2)O22(OH)2
- Magnesiosadanagait NaCa2[Mg3(Fe3+,Al)2](Si5Al3)O22(OH)2
- Sadanagait NaCa2[Fe2+3(Fe3+,Al)2](Si5Al3)O22(OH)2

- Kaersutit NaCa2(Mg4Ti)(Si6Al2)O22(OH)2
- Ferrokaersutit NaCa2(Fe2+4Ti)(Si6Al2)O22(OH)2

### Grupa 3: Amfiboli cu Calciu și Natriu
- Richterit Na(CaNa)Mg5Si8O22(OH)2
- Ferrorichterit Na(CaNa)Fe2+5Si8O22(OH)2
- Magnesiokatophorit Na(CaNa)(Mg4(Al,Fe3+))(Si7Al)O22(OH)2
- Katophorit Na(CaNa)(Fe2+4(Al,Fe3+))(Si7Al)O22(OH)2
- Magnesiotaramit Na(CaNa)(Mg3AlFe3+)Si6Al2O22(OH)2
- Taramit Na(CaNa)(Fe2+3AlFe3+)Si6Al2O22(OH)2

- Winchit (CaNa)Mg4(Al,Fe3+)Si8O22(OH)2
- Ferrowinchit (CaNa)Fe2+4(Al,Fe3+)Si8O22(OH)2
- Barroisit (CaNa)(Mg3AlFe3+)(Si7Al)O22(OH)2
- Ferrobarroisit (CaNa)(Fe2+3AlFe3+)(Si7Al)O22(OH)2
- Aluminobarroisit (CaNa)(Mg3Al2)(Si7Al)O22(OH)2
- Alumino-Ferrobarroisit (CaNa)(Fe2+3Al2)(Si7Al)O22(OH)2
- Ferribarroisit (NaCa)(Mg3Fe3+2)Si7AlO22(OH)2
- Ferri-Ferrobarroisit (CaNa)(Fe2+3Fe3+2)(Si7Al)O22(OH)2

### Grupa 4: Amfiboli alcalini
- Glaukophan Na2(Mg3Al2)Si8O22(OH)2
- Ferroglaukophan Na2(Fe2+3Al2)Si8O22(OH)2
- Magnesioriebeckit Na2(Mg3Fe3+2)Si8O22(OH)2
- Riebeckit Na2(Fe2+3Fe2+2)Si8O22(OH)2

- Eckermannit NaNa2(Mg4Al)Si8O22(OH)2
- Ferro-Eckermannit Na3(Fe2+4Al)Si8O22(OH)2
- Magnesio-Arfvedsonit NaNa2(Mg4Fe3+)Si8O22(OH)2
- Arfvedsonit NaNa2(Fe2+4Fe3+)Si8O22(OH)2
- Obertiit NaNa2(Mg3Fe3+Ti)2Si8O22O2
- Nyböit NaNa2Mg3Al2(Si7Al)O22(OH)2
- Ferronyböit NaNa2(Mg3Al2)(Si7Al)O22(OH)2
- Ferrinyböit NaNa2(Mg3Fe3+2)(Si7Al)O22(OH)2
- Ferri-Ferronyböit NaNa2(Fe2+3Fe3+2)(Si7Al)O22(OH)2

- Ungarettiit NaNa2(Mn2+2Mn3+3Si8O22(OH)2
- Kozulith Na3(Mn2+4(Fe3+,Al)) Si8O22(OH)2

- Leakeit NaNa2(Mg2Fe3+2Li)Si8O22(OH)2
- Ferroleakeit NaNa2(Fe2+2Fe3+2Li)Si8O22(OH)2
- Kornit (Na,K)Na2(Mg2Mn3+2Li)Si8O22(OH)2

### Grupa 5: Amfiboli cu Natriu-Calciu-Magneziu-Fier-Mangan-Litiu
- Ottoliliit: (NaLi)(Mg3Fe3+Al)Si8O22(OH)2
- Ferro-Ottoliliit: (NaLi)(Fe2+3Fe3+Al)Si8O22(OH)2
- Whittakerit: Na(NaLi)(LiMg2Fe3+Al)Si8O22(OH)2
- Ferrowhittakerit: Na(NaLi)(LiFe2+2Fe3+Al)Si8O22(OH)2

| Prefixe pentru denumirea Amphibolilor | Prefixe pentru denumirea Amphibolilor | Prefixe pentru denumirea Amphibolilor | Prefix | Grupare | Domeniu | Titano | Ti > 0,50 | toate grupele în afară de Kersutit | Alumino | VIAl > 1,00 | numai Calciu- și Natriu-Calciu-Amphiboli | Ferri | Fe3+ > 1,00 | toate grupele în afară de Natriu-Amphiboli | Chromio | Cr > 1,00 | toate grupele | Mangani | Mn3+ > 1,00 | toate grupele în afară de Kornit și Ungarettiit | Mangano | 1,0 < Mn2+ < 2,99 | toate grupele în afară de Kornit și Ungarettiit | Permangano | 3,00 < Mn2+ < 4,99 | toate grupele în afară de Kornit și Ungarettiit | Ferro | Fe2+ > Mg | toate grupele | Magnesio | Fe2+ < Mg | toate grupele | Zinko | Zn2+ > 1,00 | toate grupele | Kalium | K > 0,50 | toate grupele | Natrium | Na > 0,50 | numai grupa 1 | Chloro | Cl > 1,00 | toate grupele | Fluoro | F > 0,50 | toate grupele |